# ناوگان ماه و داستان‌های دیگر
ناوگان ماه و داستان‌های دیگر (به انگلیسی: Moonfleet & other Stories) هجدهمین آلبوم اصلی کریس دی‌برگ است که در اکتبر ۲۰۱۰ انتشار یافت. ناوگان ماه براساس رمانی از نویسندهٔ مشهور بریتانیایی به نام «مید فالکنر» تهیه شده‌است. کریس دی‌برگ که در زمان نوجوانی این رمان را بسیار دوست داشته، مدتی قبل تصمیم می‌گیرد داستان آن را به صورت آلبوم موسیقی منتشر کند.
این آلبوم دارای موضوعات متنوعی است از جمله داستانهایی در مورد لئوناردو دا وینچی، از بین رفتن معصومیت کودکانه، قصه کوتاهی از اسکار وایلد، فرشته نگهبان و.. است و شاید عاطفی‌ترین قسمت این آلبوم ترانه‌ای است در مورد یکی از وقایع ایران.
مدتی بود که از خواندن آهنگ‌ها و آلبوم‌های معمول خسته شده بودم.این روزها آلبوم‌هایی به بازار می‌آیند که سه یا چهار آهنگ خوب دارند و بقیه آهنگ‌ها پرکننده آلبوم هستند.می خواستم یک کار کاملاً متفاوت انجام بدهم.ناوگان ماه و قصه‌های دیگر در ذهن شما مانند یک فیلم به نظر می‌رسد و این دقیقا چیزی است که من می‌خواستم.

## آهنگ مردم دنیا
در تاریخ ۲۰ ژوئن ۲۰۱۰ مصادف با سالگرد مرگ ندا آقاسلطان، آهنگ «مردم دنیا» (به انگلیسی: People Of The World) به مدت یک هفته در وب‌گاه رسمی کریس دی‌برگ قرار گرفت. در کنار این آهنگ توضیحاتی آمده که ترجمهٔ آن چنین است:
در تاریخ ۲۰ ژوئن ۲۰۰۹، در طی تظاهراتی در تهران علیه انتخاباتی که بسیاری نتایج آن را جعلی می‌خواندند، زن جوانی به نام ندا آقاسلطان هدف گلوله قرار گرفت. یک تماشاگر بی‌گناه کمی دورتر از محل تظاهرات بود. لحظات پایانی زندگی او تصویربرداری شد و میلیون‌ها نفر در سراسر جهان آن را دیدند.
در فارسی، نام او به معنای «صدا» و «پیام الهی» است. او نماد کسانی شده که علیه خشونت و سرکوب مبارزه می‌کنند و تنها در جستجوی آزادی و حقیقت هستند. ندا، این آهنگ برای تو است.